# Charge alaire

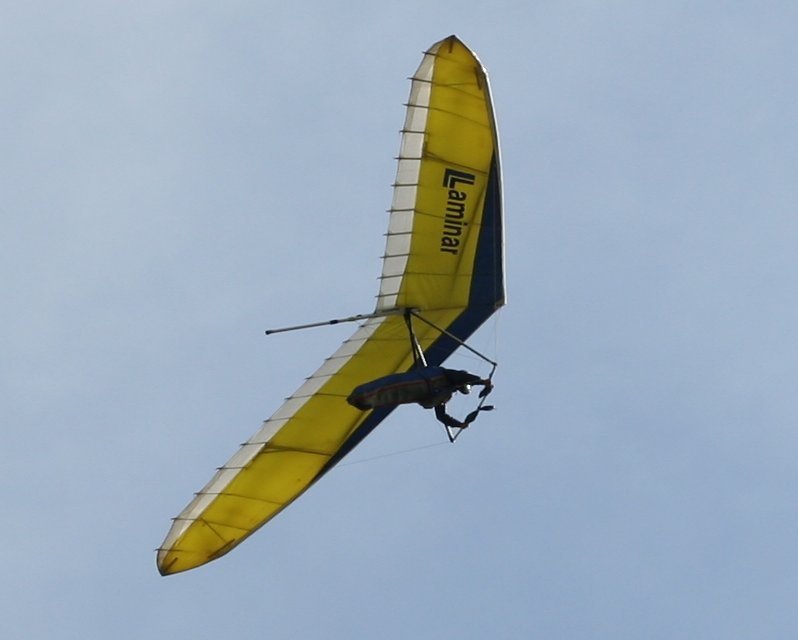
Voilà comment on peut voler sans battre des ailes

La charge alaire est une mesure utilisée en aéronautique et en ornithologie pour spécifier le rapport entre la masse au décollage de l'aéronef ou de l'oiseau et la surface portante de sa voilure ou de son aile ; elle s'exprime en kg/m2.

## Impact de la charge alaire
La valeur de la charge alaire influe fortement sur les vitesses de décollage et d'atterrissage.
En effet pour assurer sa sustentation, un aéronef doit satisfaire à l'égalité :

{\displaystyle mg\,={\frac {1}{2}}\rho SV^{2}C_{z}\,}
avec :
- {\displaystyle m\,} : masse de l'appareil
- {\displaystyle g\,} : accélération gravitationnelle
- {\displaystyle \rho \,} : masse volumique du fluide
- {\displaystyle S\,} : surface alaire en m2
- {\displaystyle V\,} : vitesse en m/s
- {\displaystyle C_{z}\,} = coefficient de portance (Nombre sans dimension)

comme : {\displaystyle Ca={\frac {m}{S}}\,}

avec :
- {\displaystyle Ca} : charge alaire

on a : {\displaystyle Ca={\frac {1}{2g}}\rho V^{2}C_{z}\,}
{\displaystyle \rho \,} étant fixe et {\displaystyle C_{z}\,} ne dépendant que de la position des hypersustentateurs, le seul paramètre variant de l'égalité est donc  {\displaystyle V\,}.

Plus la charge alaire est élevée plus un même aéronef aura une vitesse de décollage et d'atterrissage élevée, c'est-à-dire à {\displaystyle C_{z}\,} identique.

## Valeurs typiques
Les avions de chasse, avec leurs ailes à faibles envergure et leur masse élevée ont habituellement une charge alaire très élevée.
Les planeurs ont des charges alaires plus faibles qui leur permettent de voler à une vitesse plus basse, pour exploiter les ascendances thermiques en spirale avec un rayon de virage limité. Cependant, les planeurs modernes disposent de réservoirs d'eau (water-ballasts) d'une capacité pouvant aller jusqu'à 200 litres, pour augmenter leur charge alaire, ce qui réduit leur taux de chute aux vitesses élevées (supérieures à celle de finesse max) quand les conditions aérologiques leur permettent de bénéficier de bonnes ascendances. Les planeurs de compétition ont ainsi une charge alaire de plus en plus élevée, dépassant les 60 kg/m2.
Les ULM, dans la réglementation française, sont soumis à des conditions différentes selon qu'ils ont une charge alaire inférieure ou supérieure à 30 kg/m2.
Les parapentes volent avec des charges alaires entre 3 et 5 kg/m2.

## Oiseaux
La charge alaire des oiseaux varie beaucoup selon les espèces. Elle va d'environ 0,1 g/cm2 pour l'océanite cul-blanc à 2 g/cm2 pour la bernache du Canada, soit de 1 à 20 kg/m2.